# Бендре, Сонали
Сона́ли Бендре́ Бехл (англ. Sonali Bendre, хинди सोनाली बेंद्रे; 1 января 1975, Бомбей, Махараштра, Индия) — индийская  актриса

, фотомодель и телеведущая, чья карьера началась в 1994 году. Трёхкратный лауреат Star Screen Award в различных категориях.

## Биография
Сонали родилась 1 января 1975 года в Бомбее. Помимо неё в семье было ещё три дочери.
Она училась в школах Kendriya Vidyalaya Malleswaram в Бангалоре, средней школе в Тхане, а затем в женской школе в Дехрадуне.
В начале карьеры работала моделью, но решила стать актрисой после того, как прошла конкурс «Star Dust Talent Search». Приняв решение, изучила актёрское мастерство. В 1994 году дебютировала в фильме Aag, вместе с популярным в то время актёром Говиндой. Фильм провалился в прокате, но принёс актрисе две награды за лучшую дебютную женскую роль.
В конце 1990-х годов её хинди-язычные фильмы проваливались в прокате. В 1999 году актриса дебютировала в тамильском кино с фильмом Kadhalar Dhinam, который имел коммерческий успех. В 2000 году она впервые снялась в каннадаязычном фильме. Фильм назывался Preethse и являлся ремейком триллера «Жизнь под страхом», а пару актрисе составили популярные в штате актёры Упендра и Шива Раджкумар. Успешным стал также телугу-язычный дебют Murari в паре с Махешем Бабу, вышедший в 2000 году.
Последним фильмом на данный момент, в котором Сонали сыграла главную роль, стал телугуязычный ремейк фильма «Братан Мунна» — Shankar Dada M.B.B.S. с участием Чирандживи.
Помимо её актёрского таланта, она также являлась танцовщицей и танцевала в песнях «Humma Humma» для фильма «Бомбей», «Aara Hile Chapara Hile» для фильма Apne Dam Par и «Mujhe Saajan Ke Ghar Jaana Ha» для фильма «Беглянка».
Летом 2012 года были слухи, что Сонали будет членом жюри в программе India's Got Talent четвёртого сезона, которые, однако, не подтвердились.
В 2013 году она снялась в фильме Once Upon a Time in Mumbai Dobaara!.
Её персонаж не вписывался в обычную форму всех женских персонажей второго плана, но имел свою собственную личность. Именно это сделало его особенным.

## Личная жизнь
С 12 ноября 2002 года Сонали замужем за режиссёром Голди Бехлом. У супругов есть сын — Ранвир Бехл (род. 11.08.2005).
4 июля 2018 года Бендре сообщила в Twitter, что ей был диагностирован рак в серьёзной стадии, который уже дал метастазы; и она проходит курс лечения в одном из Нью-Йоркских госпиталей. Несмотря на серьёзный диагноз, в 2021 году ей удалось победить болезнь.

## Избранная фильмография
| Год  |   | Русское название                     | Оригинальное название               | Роль                      |
| ---- | - | ------------------------------------ | ----------------------------------- | ------------------------- |
| 1994 | ф | Испепеляющая страсть                 | Aag                                 | Парул                     |
| 1994 | ф | Защитник обездоленных                | Naaraaz                             | Сонали                    |
| 1995 | ф |                                      | The Don                             | Анита Малик               |
| 1995 | ф | Предатель                            | Gaddaar                             | Прия                      |
| 1996 | ф | Противостояние                       | Takkar                              | Мохини                    |
| 1996 | ф | Индийский наследник английской семьи | English Babu Desi Mem               | Биджурия                  |
| 1998 | ф | Двойник                              | Duplicate                           | Лили                      |
| 1998 | ф | Цена жизни                           | Keemat                              | Манси                     |
| 1998 | ф | Никто не сравнится с нами            | Humse Badhkar Kaun                  | Ану                       |
| 1998 | ф | Господин майор                       | Major Saab                          | Ниша                      |
| 1999 | ф | Однажды в Индии                      | Angaaray                            | Рома                      |
| 1999 | ф | Боль души                            | Zakhm                               | Сония                     |
| 1999 | ф | Нас не разлучить                     | Hum Saath Saath Hain                | Прити                     |
| 1999 | ф | Патриот                              | Sarfarosh                           | Сима                      |
| 2000 | ф |                                      | Preethse (канн.)                    | Киран                     |
| 2000 | ф | Братья-соперники                     | Chal Mere Bhai                      | Пия (приглашенная звезда) |
| 2000 | ф | Моё сердце — для тебя!               | Hamara Dil Aapke Paas Hai           | Кхуши Мальхотра           |
| 2000 | ф | Несколько слов о любви               | Dhai Akshar Prem Ke                 | Ниша                      |
| 2001 | ф | Ради любви                           | Love Ke Liye Kuch Bhi Karega        | Сапна                     |
| 2001 | ф | Скрытая правда                       | Murari (тел.)                       | Васудхара                 |
| 2003 | ф | Самозванка                           | Chori Chori                         | Пуджа                     |
| 2003 | ф | Наступит завтра или нет              | Kal Ho Naa Ho                       | Dr. Priya (камео)         |
| 2004 | ф |                                      | Shankar Dada MBBS (тел.)            | Доктор Сунитха (Читти)    |
| 2013 | ф | Дело было в Мумбае                   | Once Upon A Time in Mumbai Dobaara! | Мумтаз Хан (камео)        |